# Intel Extreme Masters
Pour les articles homonymes, voir IEM.
Les Intel Extreme Masters (IEM) sont une série de tournois internationaux de sport électronique sponsorisés par Intel et comprenant les jeux Starcraft II, Counter-Strike: Global Offensive, Quake Live, League of Legends, Hearthstone: Heroes of Warcraft et Fortnite .

## Historique
Jeux présents aux Intel Extreme Masters : 
- Counter-Strike (Saison 1 - 6)
- Warcraft 3 : Reign of Chaos et Warcraft 3 : The Frozen Throne (Saisons 1-2, 3 : pour les Asian Championship Finals - CS1.6 et les Asian Championship Finals - WoW, 4 : au Global Challenge Chengdu, 5 : au Global Challenge Shanghai),
- World of Warcraft (Saison 2 : à la Global Challenge Dreamhack, 3-4),
- Quake Live (Saison 4-5),
- StarCraft II (Saisons 5-6),
- League of Legends  (Saisons 5 : aux World Championship (League of Legends Invitational), 6)

Le tournoi a eu lieu plusieurs fois au centre international des congrès de Katowice.

## Palmarès
Liste des gagnants des IEM 

### Saison I
| Saison | Date            | Événement  | Jeu            | Gagnant          |
| ------ | --------------- | ---------- | -------------- | ---------------- |
| I      | 15-18 mars 2007 | CeBIT 2007 | Counter-Strike | Team Pentagram   |
| I      | 15-18 mars 2007 | CeBIT 2007 | Warcraft III   | Yoan "ToD" Merlo |

### Saison II
| Saison | Date          | Événement  | Jeu                                           | Gagnant         |
| ------ | ------------- | ---------- | --------------------------------------------- | --------------- |
| II     | -             |            | Counter-Strike (Global Challenge Los Angeles) | FnaticRC        |
| II     |               |            | Warcraft III (Global Challenge Los Angeles)   | June "Lyn" Park |
| II     | 6-9 mars 2008 | CeBIT 2008 | Counter-Strike (World Championship)           | Mousesports     |
| II     | 6-9 mars 2008 | CeBIT 2008 | Warcraft III (World Championship)             | June "Lyn" Park |

### Saison III
| Saison | Date              | Événement                         | Jeu                                   | Gagnant        |
| ------ | ----------------- | --------------------------------- | ------------------------------------- | -------------- |
| III    |                   | Global Challenge Games Convention | World of Warcraft                     | Nihilum Plasma |
| III    |                   | Global Challenge Los Angeles      | Counter-Strike                        | SK Gaming      |
| III    | World of Warcraft | Global Challenge Los Angeles      | x6tence                               |                |
| III    |                   | Global Challenge Montréal         | Counter-Strike                        | Fnatic         |
| III    | World of Warcraft | Global Challenge Montréal         | SK Gaming                             |                |
| III    |                   | Global Challenge Dubai            | Counter-Strike                        | Mousesports    |
| III    |                   | Asian Championshiphttp            | Counter-Strike                        | e-STRO         |
| III    | World of Warcraft | Asian Championshiphttp            | H O N                                 |                |
| III    | WarCraft III      | Asian Championshiphttp            | Pays-Bas Manuel "Grubby" Schenkhuizen |                |
| III    |                   | European Championship             | Counter-Strike                        | mTw            |
| III    | World of Warcraft | European Championship             | iNNERFiRE                             |                |
| III    |                   | Asian Championship- CS1.6         | Counter-Strike                        | wNv Teamwork   |
| III    | WarCraft III      | Asian Championship- CS1.6         | Li "Sky" Xiaofeng                     |                |
| III    | 3 au 8 mars 2009  | World Championship ( CeBIT 2009)  | Counter-Strike                        | fnatic         |
| III    | 3 au 8 mars 2009  | World Championship ( CeBIT 2009)  | World of Warcraft                     | H O N          |

### Saison IV
| Saison | Date                | Événement                       | Jeu                         | Gagnant                  |
| ------ | ------------------- | ------------------------------- | --------------------------- | ------------------------ |
| IV     |                     | Global Challenge Gamescom       | Counter-Strike              | Mousesports              |
| IV     | Quake Live          | Global Challenge Gamescom       | Shane "rapha" Hendrixson    |                          |
| IV     | World of Warcraft   | Global Challenge Gamescom       | Ensidia                     |                          |
| IV     |                     | Global Challenge Chengdu        | Counter-Strike              | SK Gaming                |
| IV     | DotA                | Global Challenge Chengdu        | For The Dream-(ex-LGD)      |                          |
| IV     | Warcraft III        | Global Challenge Chengdu        | Lu "Fly100%" Weiliang       |                          |
| IV     |                     | Global Challenge Dubai          | Counter-Strike              | Fnatic                   |
| IV     | Quake Live          | Global Challenge Dubai          | Shane "rapha" Hendrixson    |                          |
| IV     |                     | European Championship           | Counter-Strike              | Mousesports              |
| IV     | Quake Live          | European Championship           | Alexey "Cypher" Yanushevsky |                          |
| IV     | World of Warcraft   | European Championship           | SK Gaming Sansibar          |                          |
| IV     |                     | American Championship :         | Counter Strike              | compLexity               |
| IV     | Quake Live          | American Championship :         | Tim "DaHanG" Fogarty        |                          |
| IV     | compLexity Black    | American Championship :         |                             |                          |
| IV     |                     | Asian Championship              | Counter Strike              | WeMade FOX               |
| IV     | Quake Live          | Asian Championship              | Fan "Jibo" Zhibo            |                          |
| IV     | World of Warcraft : | Asian Championship              | Button Bashers              |                          |
| IV     | 2 au 6 Mars 2010    | World Championship (CeBIT 2010) | Counter-Strike              | Natus Vincere            |
| IV     | 2 au 6 Mars 2010    | World Championship (CeBIT 2010) | Quake Live                  | Shane "rapha" Hendrixson |
| IV     | 2 au 6 Mars 2010    | World Championship (CeBIT 2010) | World of Warcraft           | Evil Geniuses            |

### Saison V
| Saison | Date                            | Événement                       | Jeu                                  | Gagnant                                 |
| ------ | ------------------------------- | ------------------------------- | ------------------------------------ | --------------------------------------- |
| V      |                                 | Global Challenge Shanghai       | Counter Strike                       | fnatic                                  |
| V      | Warcraft III: The Frozen Throne | Global Challenge Shanghai       | June "Lyn" Park                      |                                         |
| V      | DotA                            | Global Challenge Shanghai       | : EHOME                              |                                         |
| V      |                                 | Global Challenge Cologne        | StarCraft II                         | Stefan "MorroW" Andersson - Mousesports |
| V      | Quake Live                      | Global Challenge Cologne        | k1llsen                              |                                         |
| V      |                                 | American Championship           | Counter Strike                       | compLexity                              |
| V      | Quake Live                      | American Championship           | Shane "rapha" Hendrixson             |                                         |
| V      | StarCraft II                    | American Championship           | Jian "Fenix" Morayra Alejo - fnatic  |                                         |
| V      |                                 | European Championship           | Counter-Strike                       | fnatic                                  |
| V      | Quake Live                      | European Championship           | Anton "Cooller" Singov               |                                         |
| V      | StarCraft II                    | European Championship           | Jeffrey "SjoW" Brusi - Team Dignitas |                                         |
| V      | 1 au 5 mars 2011                | World Championship (CeBIT 2011) | Counter-Strike                       | Natus Vincere                           |
| V      | 1 au 5 mars 2011                | World Championship (CeBIT 2011) | Quake Live                           | Shane "rapha" Hendrixson                |
| V      | 1 au 5 mars 2011                | World Championship (CeBIT 2011) | StarCraft II                         | Jung "AcE" Woo-Seo - Team StarTale      |
| V      | 1 au 5 mars 2011                | World Championship (CeBIT 2011) | League of Legends Invitational       | myRevenge                               |

### Saison VI, Saison 2011/12
- Global Challenge Cologne :
  - League of Legends :  CLG
  - StarCraft II :  Lee "PuMa" Ho-Joon - Evil Geniuses
- Global Challenge Guangzhou :
  - League of Legends :  World Elite
  - StarCraft II :  Greg "IdrA" Fields - Evil Geniuses
  - Counter-Strike :  fnatic
- Global Challenge New York :
  - League of Legends :  fnatic
  - StarCraft II :  Park "DongRaeGu" Soo-Ho - Complexity Gaming & Team MvP
  - Counter-Strike :  SK Gaming
- Global Challenge Kiev :
  - League of Legends :  Moscow 5
  - StarCraft II :  Moon "MMA" Sung-Won - Team SlayerS
  - Counter-Strike :  Natus Vincere
- Global Challenge São Paulo :
  - StarCraft II :  Kim "viOLet" Dong-Hwan - Team Empire
- World Championship  (Finales du 6 au 10. Mars 2012 au CeBIT 2012):
  - League of Legends :  Moscow 5
  - StarCraft II :  Jang "MC" Min-Chul - SK Gaming
  - Counter-Strike :  ESC Gaming

### Saison VII, Saison 2012/2013
- Global Challenge Gamescom :
  - League of Legends :  Moscow 5
  - StarCraft II :  Jung "Mvp" Jong-Hyun - Incredible Miracle
- Global Challenge Singapour :
  - League of Legends :  Meet Your Makers
  - StarCraft II :  Ju "Sting" Hoon - Western Wolves
- Global Challenge Cologne :
  - League of Legends :  SK Telecom T1
- Global Challenge Katowice :
  - League of Legends :  Gambit Gaming (ex-M5)
  - StarCraft II :  Kang "First" Hyun-Woo - Incredible Miracle
- Global Challenge Brésil :
  - League of Legends :  Incredible Miracle
- World Championship[4]:
  - League of Legends :  CJ Entus Blaze
  - StarCraft II :  Choi "YoDa" Byung-Hyun - Incredible Miracle

### Saison VIII, Saison 2013/2014
- Global Challenge Shanghai[5]:
  - League of Legends :  World Elite
  - StarCraft II :  Kim "RevivaL" Dong Hyun
- Global Challenge New York [6]:
  - StarCraft II :  Lee "Life" Seung Hyun
- Global Challenge Cologne :
  - League of Legends Amateur :  Copenhagen Wolves
  - League of Legends Pro :  Gambit Gaming
- Global Challenge Singapour[7]:
  - League of Legends:  Invictus Gaming
  - StarCraft II :  Kim "herO" Joon Ho
- Global Challenge Sao Paulo:
  - League of Legends :  Millenium
- World Championship :  Polt

### Saison IX, 2014/2015
- Shenzhen[8]:
  - Hearthstone: Heroes of Warcraft :  Amaz
  - League of Legends :  Team WE
  - StarCraft II: Heart of the Swarm :  TaeJa
- Toronto[9]:
  - StarCraft II: Heart of the Swarm :  Flash
- San Jose[10]:
  - League of Legends :  Cloud9
  - StarCraft II: Heart of the Swarm :  herO
- Cologne[11]:
  - League of Legends :  Gambit Gaming
- Taipei[12]:
  - League of Legends :  yoe Flash Wolves
  - StarCraft II: Heart of the Swarm :  Life
- World Championship Katowice[13]:
  - Counter-Strike: Global Offensive :  Fnatic
  - League of Legends :  Team SoloMid
  - StarCraft II: Heart of the Swarm :  Zest

### Saison X, 2015/2016
- Shenzhen[14]:
  - Heroes of the Storm :  MVP Black
  - StarCraft II: Heart of the Swarm :  Classic
- Gamescom[15]:
  - Counter-Strike: Global Offensive :  Team EnVyUs
  - StarCraft II: Heart of the Swarm :  INnoVation
- San Jose[16]:
  - Counter-Strike: Global Offensive :  Natus Vincere
  - League of Legends :  Origen
- Cologne[17]:
  - League of Legends :  ESC Ever
- Taipei[18]:
  - Counter-Strike: Global Offensive :  The MongolZ
  - StarCraft II: Legacy of the Void :  sOs
- World Championship Katowice[19]:
  - Counter-Strike: Global Offensive :  Fnatic
  - League of Legends :  SK Telecom T1
  - StarCraft II: Legacy of the Void :  Polt

### Saison XI, 2016/2017
- Shanghai[20]:
  - StarCraft II: Legacy of the Void :  uThermal
- Oakland[21]:
  - Counter-Strike: Global Offensive :  Ninjas in Pyjamas
  - League of Legends :  Unicorns Of Love
- Gyeonggi[22]:
  - League of Legends :  Samsung Galaxy
  - Overwatch :  LuxuryWatch Red
  - StarCraft II: Legacy of the Void :  INnoVation
- World Championship Katowice[23]:
  - Counter-Strike: Global Offensive :  Astralis
  - League of Legends :  Flash Wolves
  - StarCraft II: Legacy of the Void :  TY

### Saison XIII, Saison 2018/2019
- Sydney[24]:
  - Counter-Strike: Global Offensive :  Faze Clan vs  Astralis
- Shanghai[25]:
  - Counter-Strike: Global Offensive :  NRG Esports vs  TYLOO
- Chicago[26]:
  - Counter-Strike: Global Offensive :  Astralis vs  Team Liquid
- World Championship[27]:
  - Counter-Strike: Global Offensive :  Astralis vs  ENCE
  - StarCraft II :  soO vs  Stats

### Saison XIV, Saison 2019/2020
- Sydney[28]:
  - Counter-Strike: Global Offensive :  Team Liquid vs  Fnatic
- Chicago[29]:
  - Counter-Strike: Global Offensive :  Team Liquid vs  ENCE
- Beijing[30]:
  - Counter-Strike: Global Offensive :  Astralis vs  100 Thieves
- World Championship[31]:
  - Counter-Strike: Global Offensive :  Natus Vincere vs  G2 Esports
  - StarCraft II :  Rogue vs  Zest

### Saison XV, 2020/2021
À partir de cette saison les IEM Katowice deviennent les championnats du monde de Starcraft 2 du circuit principal : 
- Global Challenge[33]:
  - Counter-Strike: Global Offensive :  Astralis
- World Championship Katowice[34]:
  - Counter-Strike: Global Offensive :  Gambit Esports
  - StarCraft II :  Reynor
- Melbourne :
  - Counter-Strike: Global Offensive :  Annulé

### Saison XVI, 2021/2022
- Summer[35]:
  - Counter-Strike: Global Offensive :  Gambit Esports
- Cologne[36]:
  - Counter-Strike: Global Offensive :  Natus Vincere
- Winter[37]:
  - Counter-Strike: Global Offensive :  Team Vitality
- Katowice[38]:
  - Counter-Strike: Global Offensive :  FaZe Clan
  - StarCraft II :  Serral

### Saison 2022
| Événement | Date                         | Lieu                     | Jeu                              | Gagnants   | Deuxièmes     |
| --------- | ---------------------------- | ------------------------ | -------------------------------- | ---------- | ------------- |
| Katowice  | 31 janvier - 12 février 2023 | Spodek Arena             | Counter-Strike: Global Offensive | G2 Esports | Heroic        |
| Katowice  | 31 janvier - 12 février 2023 | Spodek Arena             | StarCraft 2                      | Serral     | Reynor        |
| Dallas    | 30 mai - 5 juin              | Dallas Convention Center | Counter-Strike: Global Offensive | Cloud9     | ENCE          |
| Cologne   | 5 - 7 juillet                | Lanxess Arena            | Counter-Strike: Global Offensive | FaZe Clan  | Natus Vincere |
| Rio Major | 31 octobre - 13 novembre     | Jeunesse Arena           | Counter-Strike: Global Offensive | Outsiders  | Heroic        |

### Saison 2023[39]
| Événement | Date                | Lieu                     | Jeu                              | Gagnant       | Deuxièmes         |
| --------- | ------------------- | ------------------------ | -------------------------------- | ------------- | ----------------- |
| Katowice  | 4 - 12 février      | Spodek Arena             | Counter-Strike: Global Offensive | G2 Esports    | Heroic            |
| Katowice  | 4 - 12 février      | Spodek Arena             | StarCraft 2                      | Oliveira      | Maru              |
| Rio       | 17 - 23 avril       | Jeunesse Arena           | Counter-Strike: Global Offensive | Team Vitality | Heroic            |
| Dallas    | 29 mai - 4 juin     | Dallas Convention Center | Counter-Strike: Global Offensive | ENCE          | MOUZ              |
| Cologne   | 25 juillet - 6 août | Lanxess Arena            | Counter-Strike: Global Offensive | G2 Esports    | ENCE              |
| Sydney    | 16 - 22 octobre     | Aware Super Theater      | Counter-Strike 2                 | FaZe Clan     | Complexity Gaming |

### Saison 2024
| Événement | Date            | Lieu                           | Jeu              | Gagnant       | Deuxièmes     |
| --------- | --------------- | ------------------------------ | ---------------- | ------------- | ------------- |
| Katowice  | 3 - 11 février  | Spodek Arena                   | Counter-Strike 2 | Team Spirit   | FaZe Clan     |
| Katowice  | 3 - 11 février  | Spodek Arena                   | StarCraft II     | Serral        | Maru          |
| Chengdu   | 8 - 14 avril    | Chengdu Performing Arts Center | Counter-Strike 2 | FaZe Clan     | MOUZ          |
| Dallas    | 27 mai - 2 juin | Dallas Convention Center       | Counter-Strike 2 | G2 Esports    | Team Vitality |
| Cologne   | 7 - 18 août     | Lanxess Arena                  | Counter-Strike 2 | Team Vitality | Natus Vincere |
| Rio       | 7 - 13 octobre  | Farmasi Arena                  | Counter-Strike 2 | Natus Vincere | MOUZ          |

### Saison 2025
| Événement | Date                   | Lieu                     | Jeu              | Gagnant       | Deuxièmes    |
| --------- | ---------------------- | ------------------------ | ---------------- | ------------- | ------------ |
| Katowice  | 29 janvier - 9 février | Spodek Arena             | Counter-Strike 2 | Team Vitality | Team Spirit  |
| Melbourne | 21 - 27 avril          | Rod Laver Arena          | Counter-Strike 2 | Team Vitality | Team Falcons |
| Dallas    | 19 - 25 mai            | Dallas Convention Center | Counter-Strike 2 | Team Vitality | MOUZ         |
| Cologne   | 23 juillet - 3 août    | Lanxess Arena            | Counter-Strike 2 |               |              |
| Rio       | 3 - 9 novembre         | Farmasi Arena            | Counter-Strike 2 |               |              |